# Amastus morenoi
Amastus morenoi är en fjärilsart som beskrevs av De Toulgoët 1982. Amastus morenoi ingår i släktet Amastus och familjen björnspinnare. Inga underarter finns listade i Catalogue of Life.